# فینیکس سانز
فینکس سانز، به (انگلیسی Phoenix Suns) یکی از تیم‌های حاضر اتحادیه ملی بسکتبال آمریکا است و مقر آن در فینیکس ایالت آریزونا است.

## نگارخانه

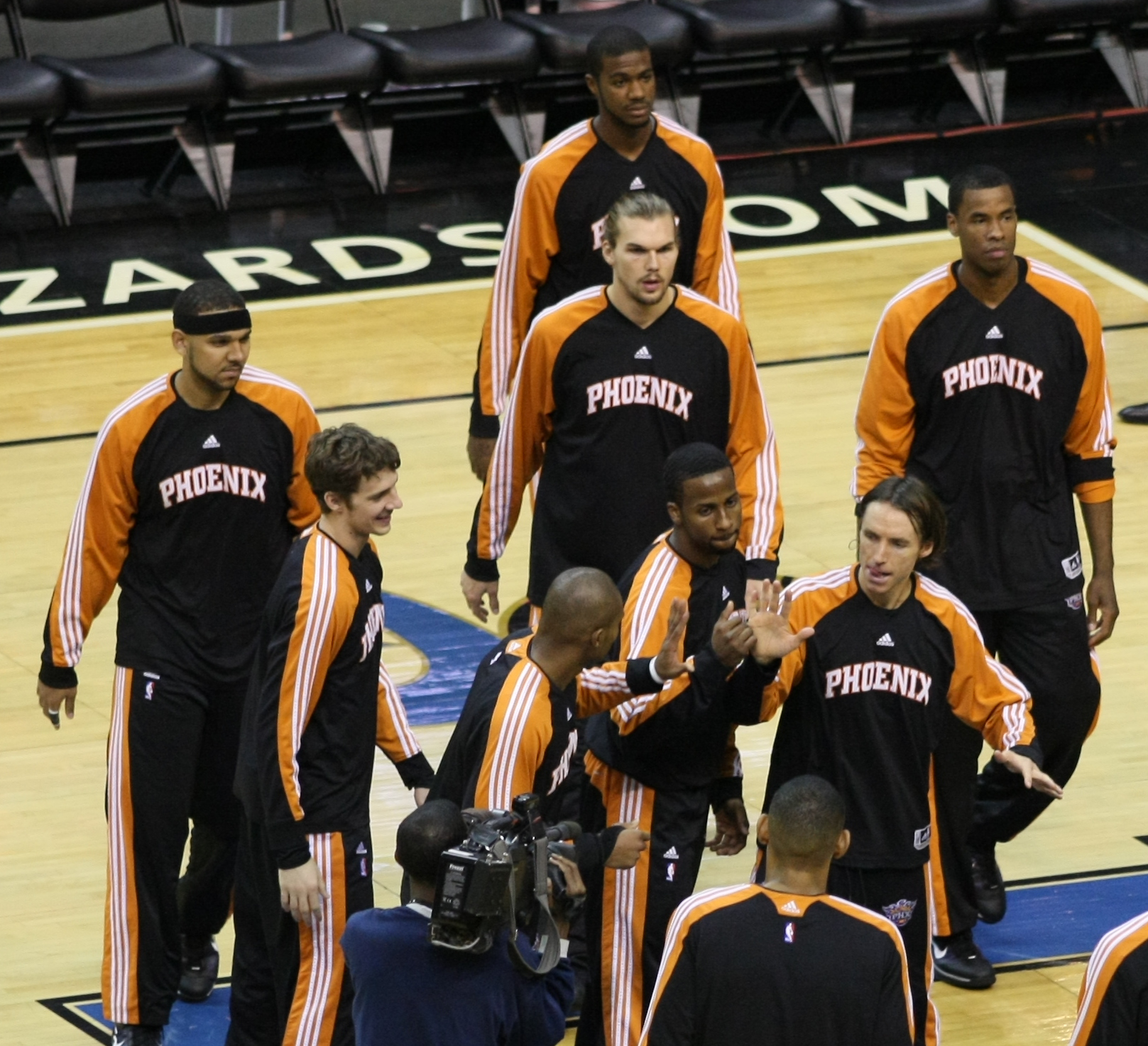
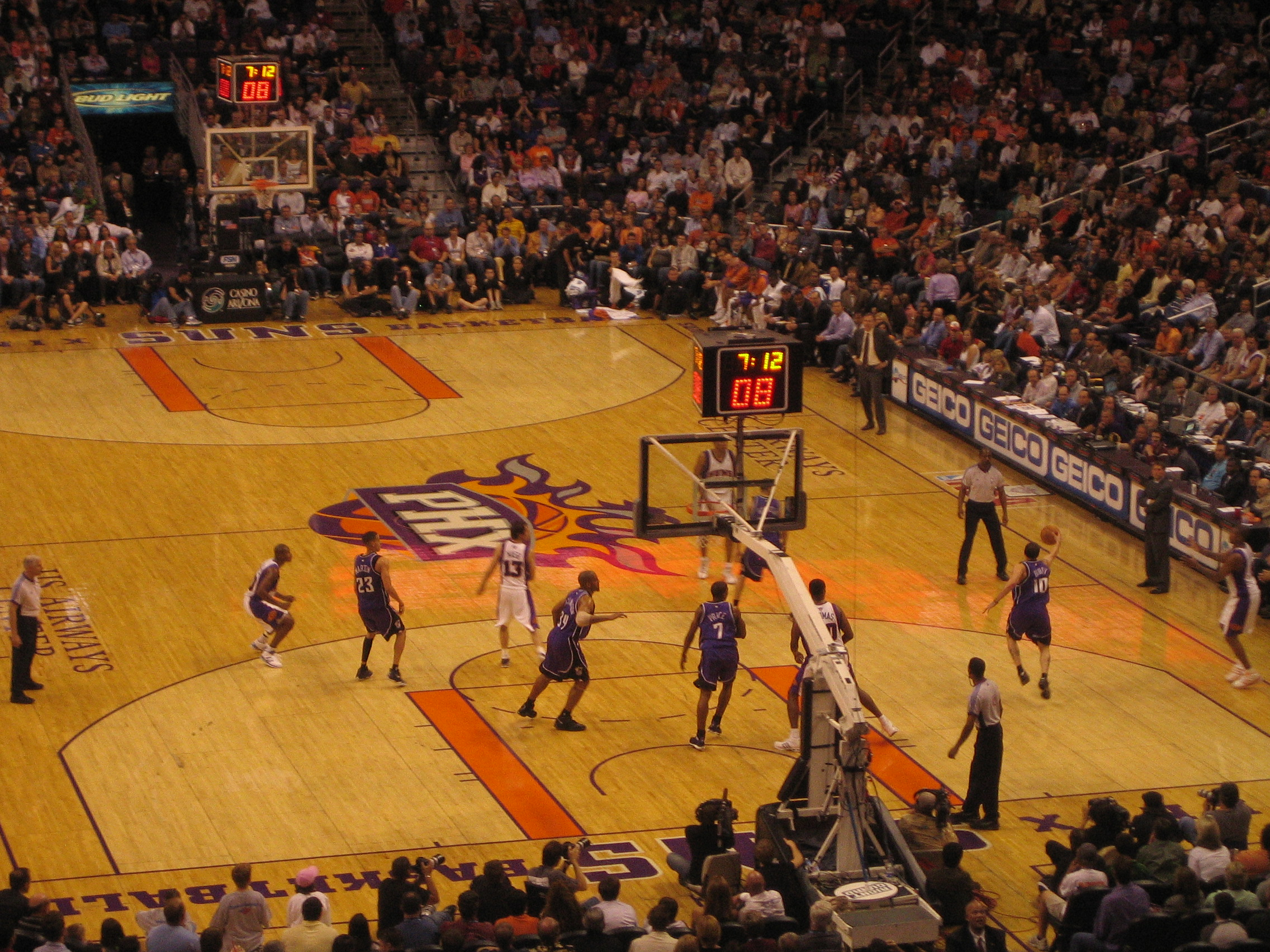
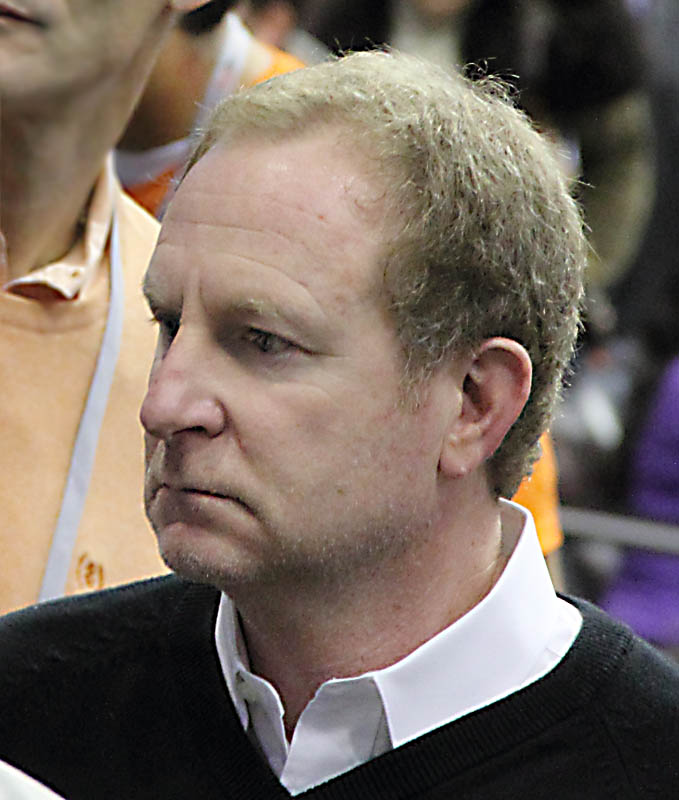
سارور
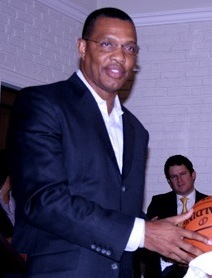
الوین گنتری

## طرفداران
در میان مشاهیر، آلیس کوپر از طرفداران بزرگ این تیم محسوب میگردد.